# Accidente del Antonov An-22 en el Océano Atlántico de 1970
El 18 de julio de 1970, un Antonov An-22 de la Fuerza Aérea Soviética se estrelló en el Océano Atlántico entre Islandia y Groenlandia, cuando se dirigía a Halifax, Canadá. Fue el primer accidente del modelo Antonov 22 y resultó en la muerte de las 22 personas a bordo.

## Aviones
La aeronave involucrada en el accidente era un carguero de carga pesada Antonov An-22 construido en la Planta Mecánica de Tashkent entre finales de 1969 y principios de 1970 con el número de construcción 00340207 y el número de serie 02-07. El avión fue construido para las Fuerza Aérea Soviética, donde se le asignó el registro СССР-09303, y estaba estacionado en la Base Aérea Ivanovo Severny cerca de Ivánovo.

## Antecedentes y vuelo
Tras el terremoto de Ancash de 1970 , que mató a decenas de miles de personas y destruyó muchas ciudades de Perú, el Regimiento de Aviación de Transporte Militar 81 de la Fuerza Aérea de la Unión Soviética participó en el transporte de ayuda humanitaria a ese país. La unidad operaba aviones de carga pesada, entre ellos el Antonov An-22. Debido al alcance limitado y la carga pesada de alimentos y siete pasajeros, el plan de vuelo requería que la aeronave hiciera varias escalas en su camino a Perú. Dado que el vuelo duró más de 17.000 kilómetros (10.600 mi; 9.200 nmi), se utilizaron dos tripulaciones para el vuelo. Esto también sirvió como una oportunidad de entrenamiento para los pilotos.

## Accidente
El 18 de julio, el avión despegó del aeropuerto de Keflavik en Islandia con destino a Halifax. Cuarenta y siete minutos después del despegue de la aeronave, a las 14:30 horas se perdió todo contacto con la misma y desapareció de las pantallas de los radares. Como la tripulación no respondió a las comunicaciones de los controladores aéreos y ningún aeropuerto registró el aterrizaje de la aeronave, se presumió que la aeronave se había estrellado en el océano. Poco después se inició una operación de búsqueda y rescate junto con aviones de la OTAN y un Antonov An-12 soviético. Durante la búsqueda se encontraron piezas de la aeronave, lo que confirma que efectivamente se había estrellado. No se encontraron supervivientes.

## Investigación
Tras la inspección de piezas recuperadas de la aeronave, se descartó incendio en vuelo. El Ministerio de Producción de Aviación soviético formuló la hipótesis de que se había producido una descompresión descontrolada, cuya causa nunca se ha establecido por completo.
Cinco meses después del accidente del СССР-09303, un avión gemelo se estrelló en India, matando a los 17 a bordo. La causa de ese choque fue la separación de una de las palas de la hélice, que golpeó el fuselaje de la aeronave y provocó una descompresión explosiva. Se cree que esta fue probablemente también la causa del accidente de CCCP-09303 en el Atlántico.

## Consecuencias
Después del desastre, todos los An-22 presurizados fueron puestos a tierra. Se construyeron monumentos a la tripulación de vuelo de CCCP-09303 en Moscú y Lima.

## Monumentos
En 2014, el entonces embajador de la Federación de Rusia en Lima, Nikolái Sofinski, y el jefe del Instituto Nacional de Defensa Civil (Indeci) del Perú, Alfredo Murgueytio Espinoza, inauguraron en el camposanto de Yungay una placa de mármol en homenaje a los 22 soviéticos (16 tripulantes y seis médicos) que murieron durante el cumplimiento de su misión. Se colocaron los siguientes nombres:
Tripulación                                                                           
1. Alexander Y. Boyarintsev, comandante                            
2. Evgeniy A. Ageey, comandante                                      
3. Guennadiy E. Chemezov, teniente mayor                       
4. Vladimir A. Muratov, comandante                                    
5. Yuriy K. Zakharov, capitán                                                  
6. Yuriy G. Khokhlov, teniente                                                 
7. Valeriy M. Elkin, teniente                                                      
8. Ivan M. Vakaev, sargento
9. Alexander N. Ilyinskiy, teniente
Ingenieros
1. Vladimir A. Adrianov, comandante
2. Grigoriy P. Bulgakov, comandante
3. Guennadiy B. Babanov, capitán
4. Evgeniy T. Sautin, capitán
5. Yuriy G. Sivakov, teniente
6. Frederik S. Sanochkin, teniente
7. Victor G. Izosimov, teniente
Médicos
1. Alexey N. Legkov, teniente coronel
2. Petr G. Shevlyga, teniente mayor
3. Petr A. Khilko, sargento mayor
4. Alexander A. Mogultser, cabo primero
5. Vasiliy S. Sytugin, cabo primero
6. Abatoliy I. Bondarev, soldado